# Lucije III.
Lucije III. papa od 1. rujna 1181. do 25. studenog 1185. godine.

## Životopis
Rođen je kao Ubaldo Allucingoli u Lucci, oko 1100. godine, a otac mu se zvao Orlando. Za kradinala ga je imenovao pape Inocenta II. u prosincu 1138. godine. Postao je papa 1. rujna 1181. godine. Suprotno onom što se često govori, on nije osnovao inkiviziciju. Prema papinskoj kuriji pape Lucija III. od 22. studenog 1844./1855. navodi se sljedeći izvještaj o gradu Senju kao Belinoj donaciji templarima: 
 Papa Lucije III. se oštro suprotstavljao hereticima pa je tako na zasjedanju u Veroni prvi put izrekao ekskomunikaciju nad svima koji budu propovijedali, a nisu poslani od Crkve, ili ako naučavaju o sakramentima drugačije od nauka Crkve ili ako podržavaju heretike. Umro je 25. studenog 1185. u Veroni.